# ليو فروتشن-ويست
ليو فروتشن-ويست (بالإنجليزية: Leo Fortune-West)‏ هو مدرب كرة قدم ولاعب كرة قدم بريطاني في مركز الهجوم، ولد في 9 أبريل 1971 في Stratford, London ‏ في المملكة المتحدة. لعب مع روشدين ودايموندز وستيفيناغ بوروه وشروزبري تاون وكارديف سيتي وكامبريدج يونايتد ونادي برينتفورد ونادي توركي يونايتد ونادي دونكاستر روفرز ونادي روذرهام يونايتد ونادي غيلينغهام ونادي ليتون أورينت ونادي لينكولن سيتي ونادي يورك سيتي.

## وصلات خارجية
- ليو فروتشن-ويست على موقع قاعدة بيانات كرة القدم.إي يو (الإنجليزية)
- ليو فروتشن-ويست على موقع Soccerbase.com (لاعب) (الإنجليزية)